# 锡芒库尔
锡芒库尔（法語：Simencourt，法語發音：[simɑ̃kuʁ]）是法国上法蘭西大區加来海峡省的一个市镇，属于阿拉斯区。

## 地理
锡芒库尔（50°15'30"N, 2°38'35"E）面积5.06 平方千米，位于法国上法蘭西大區加来海峡省，该省份为法国北部沿海省份，西北濒北海，南至索姆省，东临北部省。
与锡芒库尔接壤的市镇（或旧市镇、城区）包括：瓦尔吕、博梅莱洛日、贝讷维尔、阿图瓦地区古伊、蒙谢、旺克坦。
锡芒库尔的时区为UTC+01:00、UTC+02:00（夏令时）。

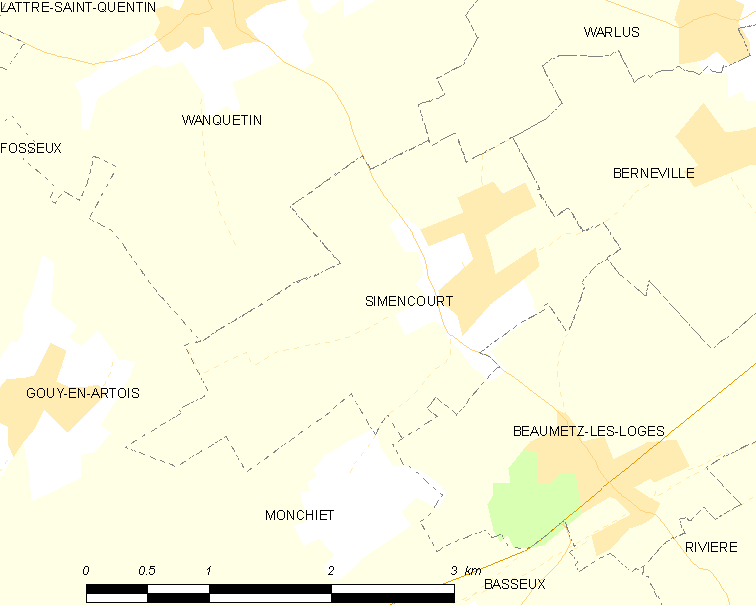
锡芒库尔的OSM定位图

## 行政
锡芒库尔的邮政编码为62123，INSEE市镇编码为62796。

## 政治
锡芒库尔所属的省级选区为阿韦讷勒孔特县。

## 人口

1962-2008年间锡芒库尔人口变化图示

锡芒库尔于2022年1月1日时的人口数量为567人。